# Léon Nicole

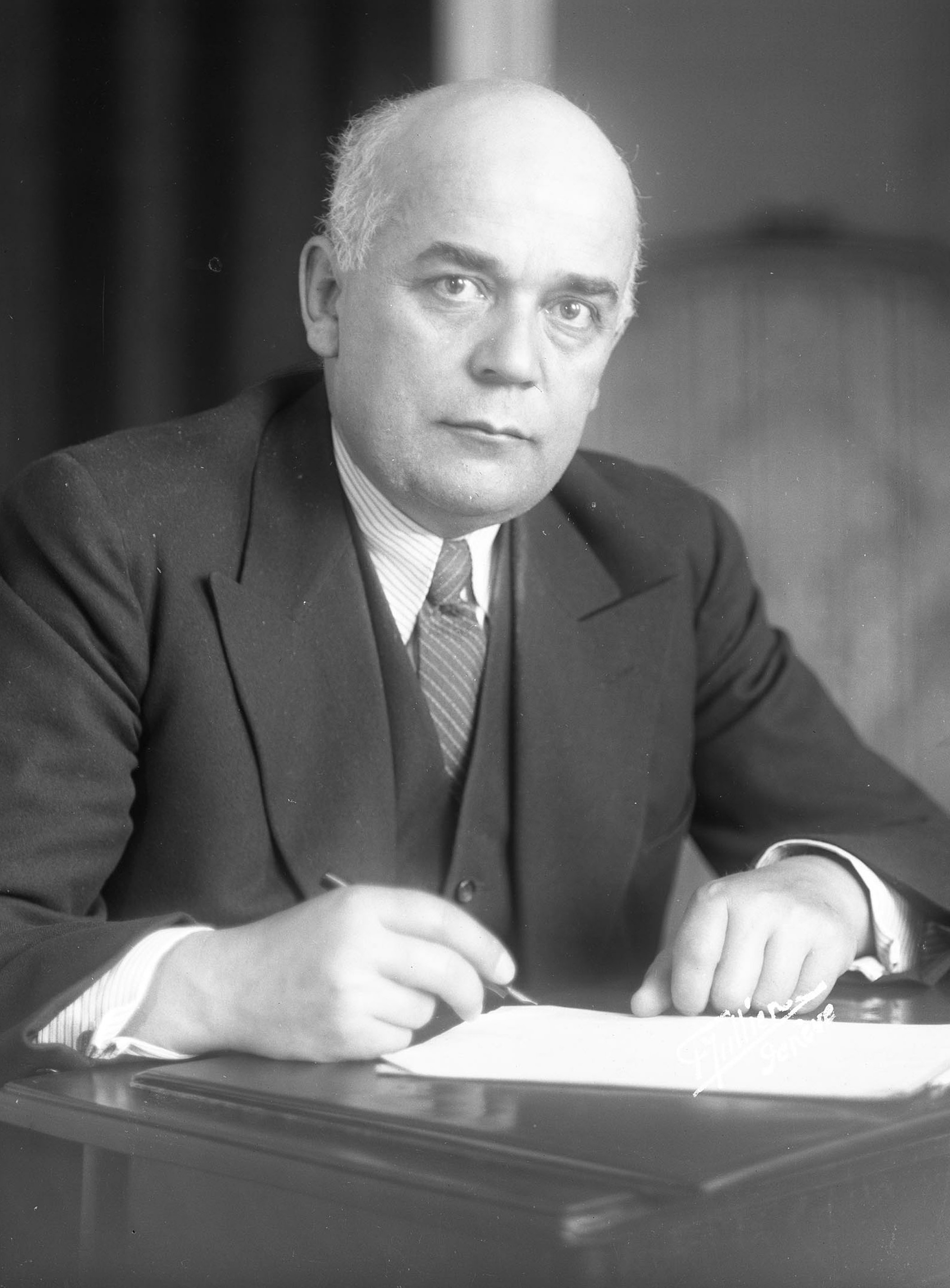
Léon Nicole (1933)

Léon Nicole (* 10. April 1887 in Montcherand, Kanton Waadt; † 28. Juni 1965 in Genf) war ein Schweizer Politiker.

## Leben
Nicole stammte aus einer bäuerlichen Familie im Waadtland. Von 1903 bis 1905 absolvierte er die Verwaltungsschule in St. Gallen. Anschliessend war er bis 1919 Beamter der Post- und Telegraphenverwaltung.
Als Mitinitiator des Landesstreiks von 1918 wurde Nicole von der Militärjustiz freigesprochen. Anschliessend war er Gründer und dann Redakteur der Zeitung La Voix du Travail (ab 1922 Le Travail). Als Vertreter der Sozialdemokratischen Partei und später der Partei der Arbeit war Nicole ab 1919 langjähriges Mitglied des Genfer Grossen Rates und gleichzeitig auch des Schweizer Nationalrats. Von 1922 bis zur Eingemeindung 1931 war er auch in der Gemeindepolitik von Le Petit-Saconnex aktiv.
Nach den Unruhen von Genf 1932 wurde Nicole von den Bundesassisen zu einer sechsmonatigen Freiheitsstrafe verurteilt; anfangs war Louis Willemin sein Verteidiger. Anschliessend gehörte er in den Jahren 1933 bis 1936 dem Genfer Staatsrat an, wo er das Justiz- und Polizeidepartement leitete. Die Regierung, die er 1934 und 1936 auch präsidierte, war die erste sozialdemokratisch dominierte Kantonsexekutive in der Schweiz.

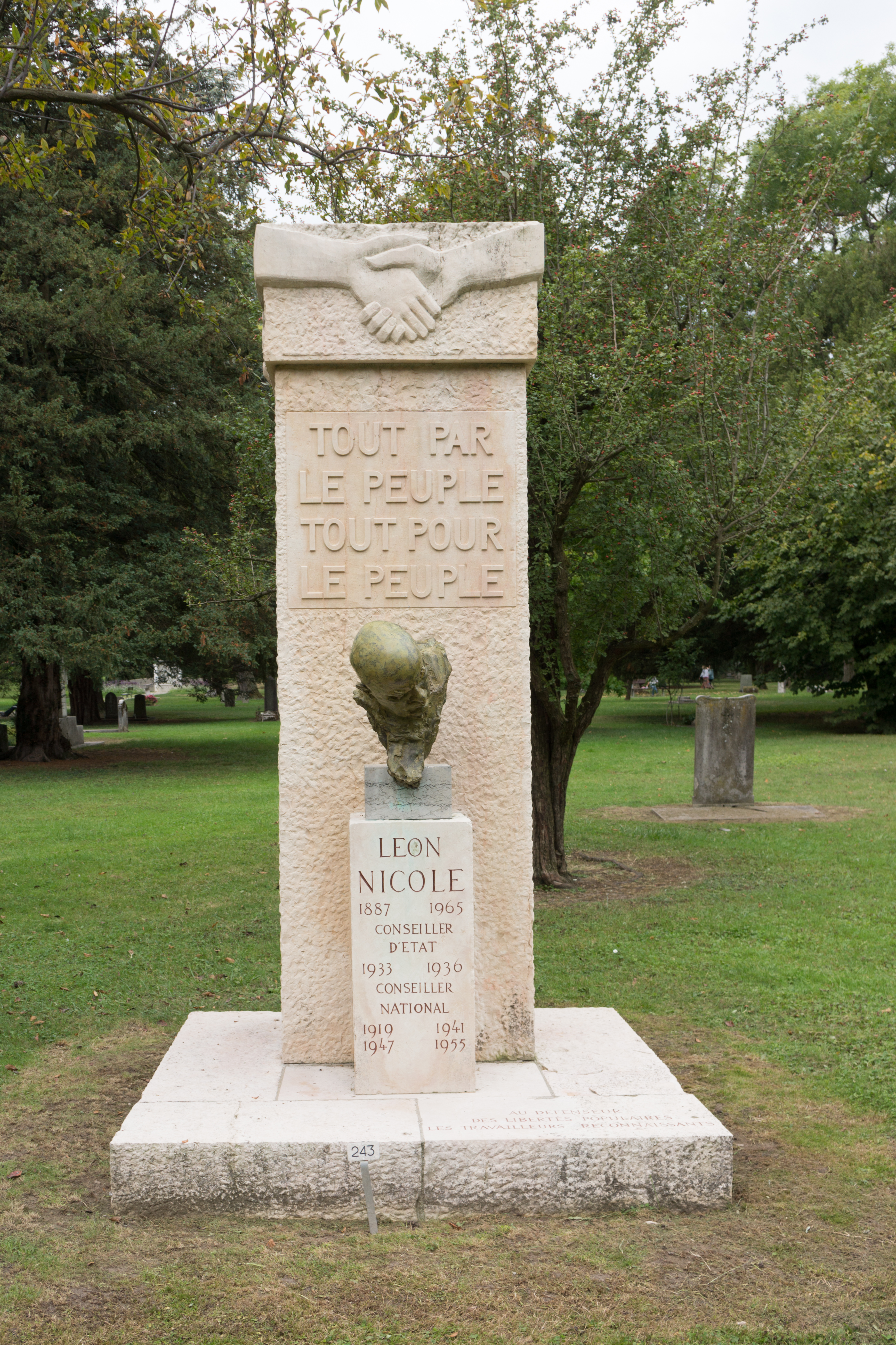
Grabstein auf dem Cimetière des Rois

1939 nahm Nicole eine befürwortenden Haltung zum Hitler-Stalin-Pakt ein und wurde deswegen zusammen mit den sich mehrheitlich auf seine Seite stellenden Genfer und Waadtländer Kantonalparteien aus der SP ausgeschlossen. Die darauf von Nicoles Anhängern gegründete und von ihm geführte Fédération socialiste suisse (FSS) wurde im Jahre 1941 vom Bundesrat verboten. Zudem schloss der Nationalrat kurz darauf Nicole zusammen mit den drei weiteren FSS-Mitgliedern aus dem Nationalrat aus. Während des Zweiten Weltkriegs war Nicole Korrespondent der sowjetischen Nachrichtenagentur TASS in der Schweiz und bewegte sich in einem klandestinen politischen Umfeld, was ihm und seinem Sohn Pierre 1943 eine dreiwöchige Freiheitsstrafe eintrug. Er warb insbesondere Kundschafter für das Agentennetz von Sándor Radó. Im Jahr 1944 wurde er zum Präsidenten der neu gegründeten Partei der Arbeit (PdA) gewählt und mit der Leitung der Zeitung La Voix ouvrière betraut. 1947 wurde er wieder in den Nationalrat gewählt. Im Jahr 1952 wurde der stalintreue Nicole wegen Meinungsverschiedenheiten aus der PdA ausgeschlossen. 1954 gründete er die Parti progressiste, die 1955 einmalig in den Stadtgenfer Grossen Rat einzog.
Nach Nicole wurde eine kleine Strasse auf der rechten Seeseite in Genf benannt.